# Ubezpieczenie assistance
Ubezpieczenie assistance – dobrowolne ubezpieczenie mające na celu zapewnienie ubezpieczającemu określonej pomocy (np. technicznej, medycznej, informacyjnej) w nieoczekiwanych zdarzeniach losowych, związanych głównie z następującymi obszarami: transport samochodowy, podróże, zdrowie, dom, rodzina. Usługa jest często dodatkiem do produktów bankowych (np. rachunków osobistych, kart kredytowych) lub innych produktów ubezpieczeniowych (np. ubezpieczeń komunikacyjnych, turystycznych oraz mieszkaniowych).
Po raz pierwszy ubezpieczenie assistance zostało zaoferowane przez powstałą w 1963 r. w Paryżu firmę Europ Assistance. W Polsce ubezpieczenie to staje się coraz bardziej popularne. Według ostatnich danych w 2016 roku z usług tego typu skorzystało 2,6 mln Polaków.

## Zakres świadczeń
Ogólnie ubezpieczenie assistance zawiera kilka najczęściej spotykanych świadczeń. Zakres świadczeń może być stały lub zależeć od wybranej przez ubezpieczonego wersji i może mieć kilka wariantów (wysokość pokrywanych kosztów, rodzaj świadczeń, zakres terytorialny, częstotliwość korzystania z usług itp.).
Zakres ubezpieczenia i oferowanych usług może być też zróżnicowany pod względem grup celowych. Na przykład w przypadku ubezpieczeń assistance dla grup najbardziej uprzywilejowanych może on obejmować, oprócz usług ogólnych (assistance medyczny, turystyczny, domowy, drogowy), także specjalny pakiet concierge z niemal nieograniczonym spektrum usług organizacyjnych. Na przykład w razie wypadku assistance turystyczny może zapewniać nie tylko transport do placówki medycznej i pokrycie kosztów leczenia, ale również opiekę nad jego rodziną lub osobą towarzysząca.

## Rodzaje ubezpieczeńassistance
Ze względu na rodzaj świadczenia, ubezpieczenia assistance można je podzielić na:
- Assistance komunikacyjny – zapewnienie ochrony kierowcy i pasażerom w czasie podróży samochodem w zakresie pomocy technicznej i medycznej. Pomoc udzielana jest w razie wypadku czy awarii pojazdu, może polegać na udostępnieniu informacji o lokalizacji najbliższego serwisu, naprawie pojazdu, dostarczeniu paliwa lub uruchomieniu silnika (np. zimą), dodatkowym holowaniu, wynajmie pojazdu zastępczego[5], zakwaterowaniu w hotelu, umożliwieniu kontynuacji podróży lub powrotu. Z reguły podstawowy pakiet assistance jest oferowany bezpłatnie[6] jako dodatek do polis OC oraz AC. Ten rodzaj usługi jest najpopularniejszy[7].

- Assistance medyczny – zapewnienie pomocy i obsługi medycznej ubezpieczonemu oraz członkom jego rodziny. Przykładowo usługi te obejmować mogą telefoniczną informację medyczną, organizację i pokrycie kosztów m.in. opieki w domu po hospitalizacji, wizyty lekarza i pielęgniarki, czy transportu medycznego, udostępnienie urządzeń monitorujących stan zagrożenia życia[8].

- Assistance domowy – obejmuje m.in. usługi specjalistów (np.: elektryka, hydraulika, szklarza, stolarza, ślusarza czy dekarza), pogwarancyjną naprawę urządzeń komputerowych oraz sprzętu RTV i AGD. Możliwe jest również uzyskanie pomocy w codziennych czynnościach, takich jak m.in. organizowanie opieki nad zwierzętami domowymi[9]. W sytuacjach takich jak pożar czy zalanie, usługa może obejmować transport ocalałego mienia, dozór mienia, czyszczenie mebli, sprzątanie mieszkania, zapewnienie zakwaterowania ubezpieczonemu i jego rodzinie.

- Assistance w podróży – pomoc w wypadkach losowych w trakcie wyjazdów turystycznych, zwłaszcza organizacja pomocy medycznej, telefoniczne wsparcie informacyjne, pomoc w organizacji i zaplanowaniu dalszej podróży, telefoniczne wsparcie medyczne czy pomoc w razie konieczności wcześniejszego powrotu. Ten rodzaj assistance jest często uzupełnieniem ubezpieczenia turystycznego i ma zapewnić pokrycie kosztów i organizację procesu leczenia w obcym kraju, utraty bagażu czy wydatków w razie rezygnacji z wyjazdu[10].

- Assistance prawne – zapewnienie dostępu do informacji oraz pomocy prawnej poprzez np. przesyłanie wzorów umów, aktów prawnych czy umawianie wizyt w kancelariach prawnych[11], także telefoniczny dostęp do porad prawnych i informacji związanych z prawami konsumentów do reklamacji.

- Assistance dla firm – pomoc w zachowaniu ciągłości funkcjonowania przedsiębiorstwa w razie poważnych problemów, specjalistyczne infolinie.

- Inne: np. pomoc w przypadku utraty torebki[12], utraty danych przechowywanych na elektronicznych nośnikach pamięci etc.